# 옌탕역

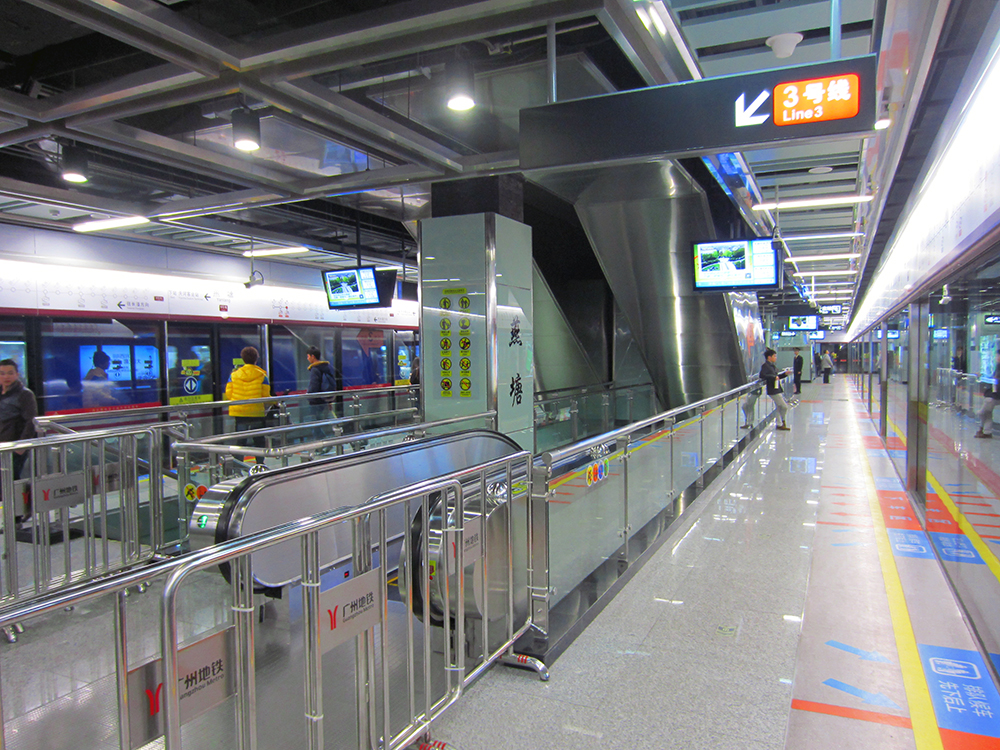
얀탕 역

옌탕역(燕塘站)은 중화인민공화국 광저우시 톈허 구에 위치한 광저우 지하철 3호선과 광저우 지하철 6호선의 환승역이다.